# Gornje Ležeče
Gornje Ležeče – wieś w Słowenii, w gminie Divača. W 2018 roku liczyła 37 mieszkańców.